# María Leonor de Cléveris
María Leonor de Cléveris (Cléveris, 16 de junio de 1550-Königsberg, 1 de junio de 1608) fue una noble alemana. Era la hija primogénita del duque de Jülich, Cléveris y Berg, Guillermo V el Rico, y de la archiduquesa austriaca María de Habsburgo-Jagellón, hija del emperador Fernando I del Sacro Imperio Romano Germánico y de Ana Jagellón de Hungría y Bohemia. 

## Biografía
María Leonor era la hija mayor de Guillermo de Jülich-Cléveris-Berg y su segunda esposa, María de Habsburgo-Jagellón, y por tanto hermana de Juan Guillermo de Jülich-Cléveris-Berg.
Aunque su padre era un católico reformado, la tenaz María Leonor mostró desde muy joven una fuerte simpatía por la fe Luterana. Su padre temía que pudiera influir en sus hermanas menores con sus creencias religiosas; por lo tanto, quiso casarla cuanto antes y así expulsarla de sus tierras. Así pues, la casó con él Duque Alberto Federico de Prusia, aunque previamente lo había considerado inadecuado para su hija por razones políticas y religiosas. a boda tuvo lugar el 14 de octubre de 1573 en Königsberg.
El duque Alberto Federico de Prusia pronto mostró signos de enfermedad mental . A partir de 1577, el margrave Jorge Federico I de Brandeburgo-Ansbachy Brandeburgo-Kulmbach asumió la regencia en su lugar. Esto puso a María Leonor en una situación aún más problemática en la corte ducal de Königsberg. En 1591 regresó a Jülich con dos de sus hijas y permaneció allí hasta el año siguiente. El propósito del viaje era, entre otras cosas, encontrar maridos adecuados para sus hijas. Posteriormente, concertó matrimonios para sus hijas con príncipes alemanes, incluidos los del Electorado de Brandeburgo, para que el Consejo de Regencia de Prusia no pudiera casar a sus hijas con candidatos polacos. De esta manera, logró que el Ducado de Prusia y, tras la muerte de su hermano Juan Guillermo en 1609, partes del Ducado de Jülich pasaran a ser propiedad del Electorado de Brandeburgo.

## Matrimonio e hijos
María Leonor se casó con el duque Alberto Federico de Prusia. De esta unión nacieron los siguientes hijos:
- Ana (1576-1625), casada con el elector Juan Segismundo I de Brandeburgo.
- María (1579-1649), casada con el margrave Cristián de Brandeburgo-Bayreuth.
- Sofía (1582-1610), casada con el duque Guillermo Kettler de Curlandia y Semigalia.
- Leonor (1583-1607), casada con el elector Joaquín Federico I de Brandeburgo.
- Magdalena Sibila (1586-1659), casada con el elector Juan Jorge I de Sajonia.